# Yasothon (Provinz)
Yasothon (thailändisch ยโสธร) ist eine Provinz (Changwat) in der Nordostregion von Thailand, dem so genannten Isan.
Die „Hauptstadt“ der Provinz Yasothon heißt ebenfalls Yasothon.

## Geographie
Die Provinz Yasothon liegt etwa 550 Kilometer nordöstlich der Hauptstadt Bangkok auf der Khorat-Hochebene und wird vom Mae Nam Chi (thailändisch แม่น้ำชี, Chi-Fluss) durchflossen.
| Benachbarte Provinzen: | Benachbarte Provinzen:          |
| ---------------------- | ------------------------------- |
| Norden                 | Mukdahan                        |
| Osten                  | Amnat Charoen, Ubon Ratchathani |
| Süden                  | Si Sa Ket                       |
| Westen                 | Roi Et                          |

## Wirtschaft und Bedeutung
Im Jahr 2011 betrug das Gross Provincial Product der Provinz 21,160 Milliarden Baht (ca. 520 Mio. Euro). Das entspricht 34.181 Baht pro Kopf (ca. 840 Euro), nur etwa ein Fünftel des landesweiten Durchschnitts. Damit gehört Yasothon zu den wirtschaftlich schwächsten Provinzen Thailands. Bei Thailands sozio-ökonomischer Erhebung 2002 gehörte Yasothon mit einem Armutsanteil von über 30 % zu den ärmsten Provinzen des Landes.

### Daten
Die unten stehende Tabelle zeigt den Anteil der Wirtschaftszweige am Gross Provincial Product in Prozent.
| Wirtschaftszweig | 2006 | 2007 | 2008 |
| ---------------- | ---- | ---- | ---- |
| Landwirtschaft   | 20,3 | 21,9 | 20,4 |
| Industrie        | 8,2  | 9,7  | 11,1 |
| Andere           | 71,5 | 68,4 | 68,5 |

Alle Angaben in %

### Landnutzung
Für die Provinz ist die folgende Landnutzung dokumentiert:
- Waldfläche: 272.727 Rai (170 km²), 10,5 % der Gesamtfläche
- Landwirtschaftlich genutzte Fläche: 1.872.165 Rai (1.170 km²), 72,0 % der Gesamtfläche
- Nicht klassifizierte Fläche: 456.148 Rai (285 km²), 17,5 % der Gesamtfläche

Die Provinz Yasothon hat insgesamt 592 Feuchtgebiete mit einer Fläche von 50,5 km², die mehr oder weniger intensiv für die Landwirtschaft genutzt werden.

## Geschichte
Yasothon wurde erst am 1. März 1972 zu einer eigenständigen Provinz; davor war es Teil der Provinz Ubon Ratchathani.

## Kultur und Sehenswürdigkeiten

### Sehenswürdigkeiten

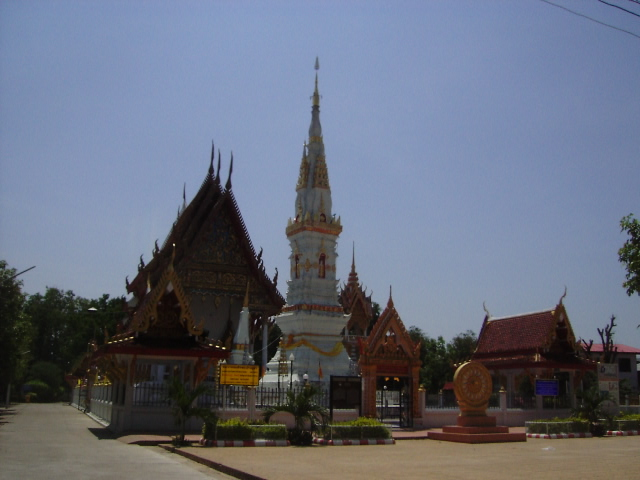
Wat That Anon in Yasothon

- Wat Maha That – über 1000 Jahre alte buddhistische Tempelanlage (Wat), der Chedi Phra That Yasothon (auch Phra That Anon) soll eine Reliquie von Ananda (dem „Lieblings-Jünger“ des Buddha) enthalten.
- Phra That Kong Khao Noi – ein alter Chedi, der eine Buddha-Statue beherbergt.
- Ausgrabungsstätte – prähistorisches Grabungsfeld, ebenfalls im Dorf Tat Thong.

### Lokale Feste
Soeng Bung Fai – Das Raketenfest findet Mitte Mai statt, es gibt dabei einen Wettbewerb um die am höchsten abgeschossene Rakete. Das Fest lässt sich auf animistische Ursprünge zurückführen und soll den Regengott Phraya Thaen gütlich stimmen.

## Wappen und Wahlspruch
Das Wappen der Provinz Yasothon zeigt zwei Löwen gegenüber dem Chedi Phra A-non im Tempel Wat Mahathat Yasothon. Sie deuten auf die Legende der Stadtgründung, als zur Zeit der Wahl des richtigen Ortes ein Löwe aus dem Wald erschien. Daraufhin wurde die Stadt Ban Tha Singh, Stadt des Löwen, genannt.
Die lokale Blume ist der Tigerlotus (Nymphaea lotus), der lokale Baum ist Anisoptera costata.
Der Wahlspruch der Provinz Yasothon lautet:
„Yasothon ist die Stadt, wo die Menschen an die Demokratie glauben,
Wo süße Wassermelonen stetig wachsen.
Die Bang-Fai-Raketen steigen in den Himmel,
Gestickte Kissen namens Pha Khit
Und Duftreis sind die wichtigen Dinge hier.“

## Verwaltungseinheiten

### Provinzverwaltung
Die Provinz ist unterteilt in 9 Distrikte (Amphoe). Diese Distrikte sind weiter unterteilt in 78 Kommunen (Tambon) und 835 Dörfer (Muban).
| \| Nr. \| Amphoe-Name \| Thai \| \| --- \| ----------------------- \| -------------- \| \| 1 \| Amphoe Mueang Yasothon \| อำเภอเมืองยโสธร \| \| 2 \| Amphoe Sai Mun \| อำเภอทรายมูล \| \| 3 \| Amphoe Kut Chum \| อำเภอกุดชุม \| \| 4 \| Amphoe Kham Khuean Kaeo \| อำเภอคำเขื่อนแก้ว \| \| 5 \| Amphoe Pa Tio \| อำเภอป่าติ้ว \| \| 6 \| Amphoe Maha Chana Chai \| อำเภอมหาชนะชัย \| \| 7 \| Amphoe Kho Wang \| อำเภอค้อวัง \| \| 8 \| Amphoe Loeng Nok Tha \| อำเภอเลิงนกทา \| \| 9 \| Amphoe Thai Charoen \| อำเภอไทยเจริญ \| |                         |                |
| Nr. | Amphoe-Name             | Thai           |
| 1 | Amphoe Mueang Yasothon  | อำเภอเมืองยโสธร |
| 2 | Amphoe Sai Mun          | อำเภอทรายมูล    |
| 3 | Amphoe Kut Chum         | อำเภอกุดชุม      |
| 4 | Amphoe Kham Khuean Kaeo | อำเภอคำเขื่อนแก้ว |
| 5 | Amphoe Pa Tio           | อำเภอป่าติ้ว      |
| 6 | Amphoe Maha Chana Chai  | อำเภอมหาชนะชัย  |
| 7 | Amphoe Kho Wang         | อำเภอค้อวัง      |
| 8 | Amphoe Loeng Nok Tha    | อำเภอเลิงนกทา   |
| 9 | Amphoe Thai Charoen     | อำเภอไทยเจริญ   |

### Lokalverwaltung
Für das ganze Gebiet der Provinz besteht eine Provinz-Verwaltungsorganisation (องค์การบริหารส่วนจังหวัด, kurz อบจ., Ongkan Borihan suan Changwat; englisch Provincial Administrative Organization, PAO).
In der Provinz gibt es eine Thesaban Mueang (เทศบาลเมือง – „Stadt“): Yasothon (เทศบาลเมืองยโสธร).
Daneben gibt es neun Thesaban Tambon (เทศบาลตำบล – „Kleinstädte“).